# Ley del Candado (Quebec)

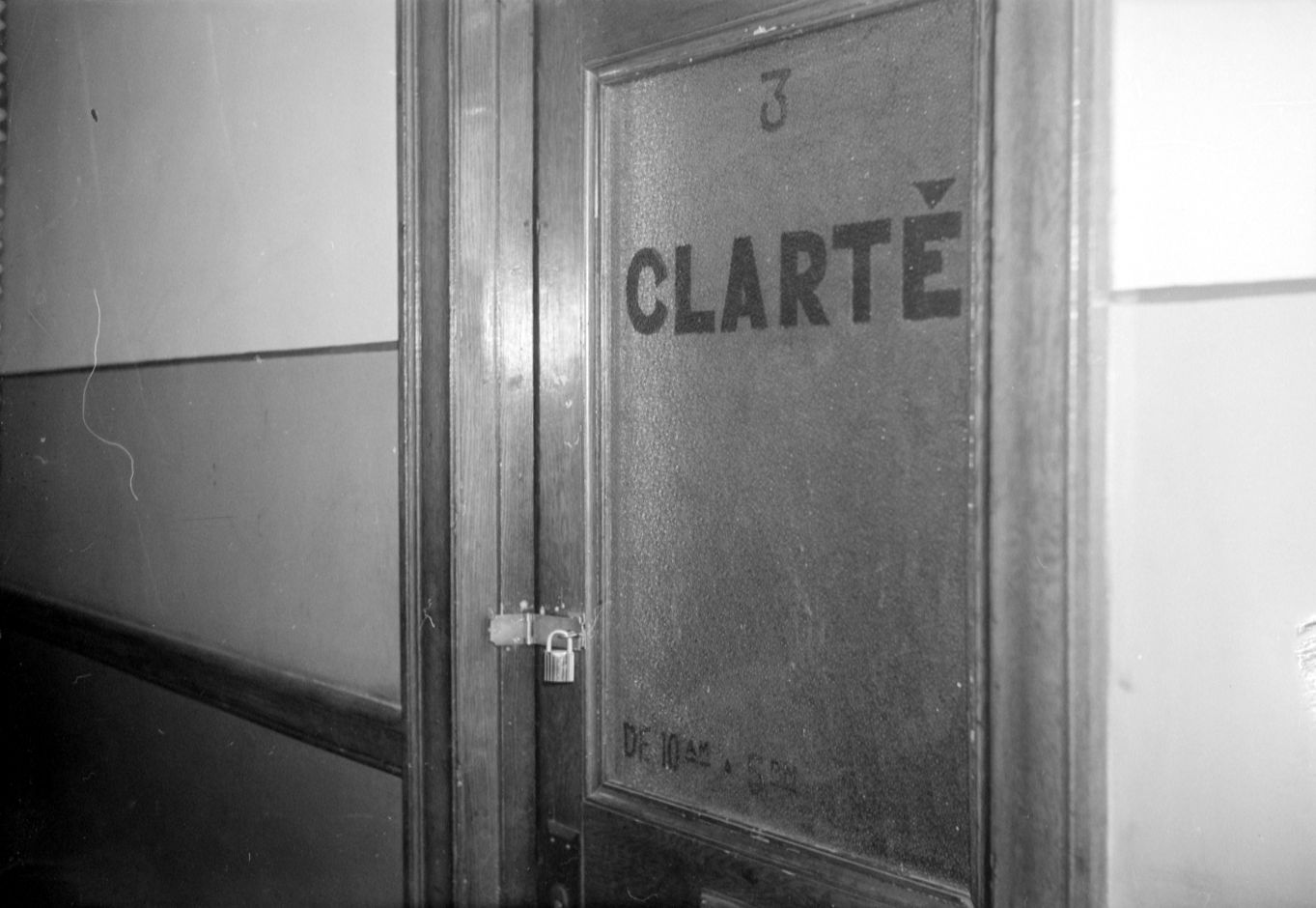
La entrada del órgano del Partido Comunista Canadiense en francés, La Clarté, cerrada con candado tras la aplicación de la ley en 1937.

La Ley del Candado (título oficial Ley para proteger a la provincia de propaganda comunista) (en inglés Padlock Law, Act to protect the Province Against Communistic Propaganda, en francés La loi du cadenas / Loi protégeant la province contre la propagande communiste, año 1 de Jorge VI, capítulo 11) fue una ley provincial de Quebec promulgada el 24 de marzo de 1937 por el gobierno de la Union Nationale de Maurice Duplessis, diseñada con la intención de impedir la difusión de propaganda comunista.
La ley ilegalizaba “el uso o autorización a terceros para usar un local con el fin de difundir el comunismo o bolchevismo de cualquier forma”, al igual que la impresión, publicación y distribución “de cualquier diario, semanario, panfleto, circular, documento o escrito propagando el comunismo o bolchevismo”. Quebrantar esta ley suponía que el fiscal general ordenara precintar “con candado” esos locales por un periodo de hasta un año, y prisión de tres a trece meses para aquellos que fuesen encontrados culpables de participar en estas actividades de difusión.

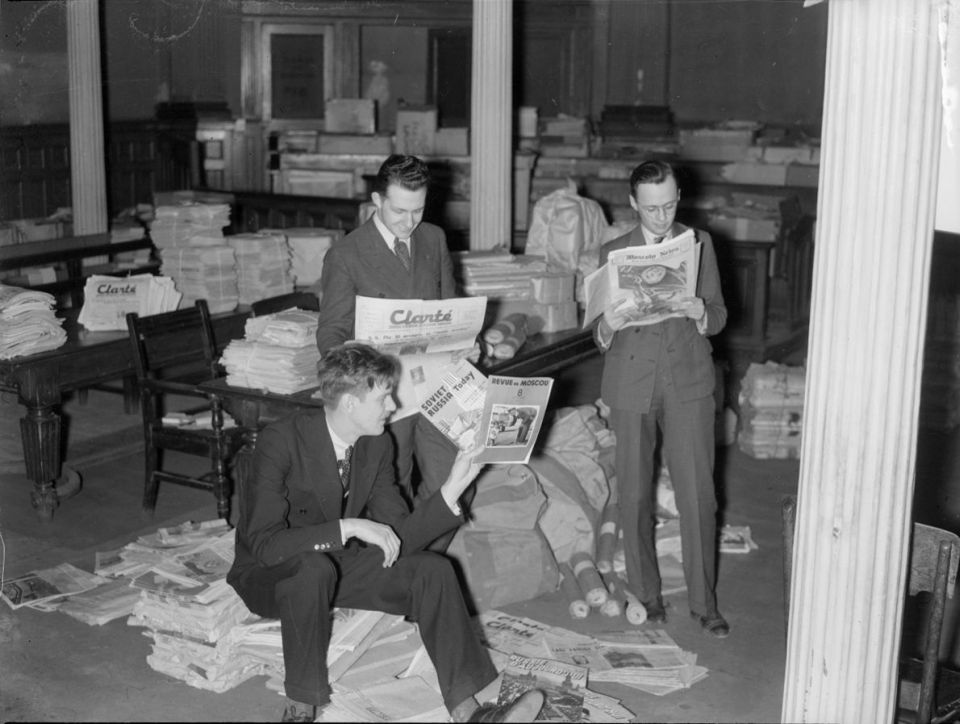
Hombres leyendo prensa confiscada en el ayuntamiento de Montreal, 1938.

 La ley era muy vaga. No definía el significado de comunismo o bolchevismo de modo claro, y negaba los principios de presunción de inocencia y libertad de expresión. También se temió su uso contra activistas de sindicatos internacionalistas; dos líderes sindicales fueron arrestados durante ese período. Su uso fue frecuente contra grupos de izquierda radical, pero, al contrario de lo que normalmente se afirma, no se empleó contra grupos sionistas de izquierda ni contra Testigos de Jehová; para ese fin se emplearon reglamentos locales, en casos como Saumur contra la Ciudad de Quebec.
El gobierno federal del primer ministro liberal William Lyon Mackenzie King podría haber empleado la reprobación (una figura típica del Derecho constitucional canadiense que otorga potestades al Gobernador General para derogar normas con rango de ley aprobadas por los Parlamentos provinciales o la Cámara de los Comunes), del mismo modo que derogó normas similares aprobadas por los creditistas en Alberta; sin embargo, prefirió no intervenir para asegurarse el apoyo de los electores rurales de Quebec, que votaban a los liberales a nivel federal y a la Unión Nacional en la provincia.
La Corte Suprema de Canadá declaró inconstitucional la ley en 1957 en el caso Switzman contra Elbling, basándose en que violaba el derecho a la libertad de expresión y en una cuestión competencial: únicamente el gobierno federal podía dictar normas de Derecho Penal.